# Senador José Bento
Senador José Bento este un oraș în Minas Gerais (MG), Brazilia.